# Patrick Perrier
Patrick Perrier (* 10. Dezember 1949 in Versailles) ist ein ehemaliger französischer Autorennfahrer.

## Karriere als Rennfahrer
Patrick Perrier startete dreimal – unter anderem für das Rennteam von Michel Elkoubi – beim 24-Stunden-Rennen von Le Mans. Alle drei Einsätze endeten mit Ausfällen wegen technischer Defekte. 1977 gab es eine defekte Radnabe am Lola T286, 1979 brach das Chassis und Jahr darauf musste der Lola T298 nach einem Motorschaden abgestellt werden. Auch sein einziger Einsatz abseits von Le Mans, beim 6-Stunden-Rennen von Dijon 1979 endete mit einem Ausfall.

## Statistik

### Le-Mans-Ergebnisse
| Jahr | Team                         | Fahrzeug  | Teamkollege    | Teamkollege     | Platzierung | Ausfallgrund              |
| ---- | ---------------------------- | --------- | -------------- | --------------- | ----------- | ------------------------- |
| 1977 | Daniel Broudy                | Lola T286 | Xavier Lapeyre |                 | Ausfall     | defekte Nabe am Vorderrad |
| 1979 | Chevalley Racing Switzerland | Lola T286 | Xavier Lapeyre | André Chevalley | Ausfall     | Chassis gebrochen         |
| 1980 | Michel Elkoubi Primagaz      | Lola T298 | Pierre Yver    |                 | Ausfall     | Motorschaden              |

### Einzelergebnisse in der Sportwagen-Weltmeisterschaft
| Saison | Team                            | Rennwagen           | 1   | 2   | 3   | 4   | 5   | 6   | 7   | 8   | 9   | 10  | 11  | 12  | 13  | 14  | 15  | 16  | 17  |
| ------ | ------------------------------- | ------------------- | --- | --- | --- | --- | --- | --- | --- | --- | --- | --- | --- | --- | --- | --- | --- | --- | --- |
| 1979   | Lambretta SAFD Chevalley Racing | Lola T298 Lola T286 | DAY | SEB | MUG | TAL | DIJ | RIV | SIL | NÜR | LEM | PER | DAY | WAT | SPA | BRH | ROA | VAL | ELS |
| 1979   | Lambretta SAFD Chevalley Racing | Lola T298 Lola T286 |     |     |     |     | DNF |     |     |     | DNF |     |     |     |     |     |     |     |     |
| 1980   | Michel Elkoubi Primagaz         | Lola T298           | DAY | BRH | SEB | MUG | MON | RIV | SIL | NÜR | LEM | DAY | WAT | SPA | MOS | ROA | VAL | DIJ |     |
| 1980   | Michel Elkoubi Primagaz         | Lola T298           |     |     |     |     |     | DNF |     |     |     |     |     |     |     |     |     |     |     |